# コルガン・エア

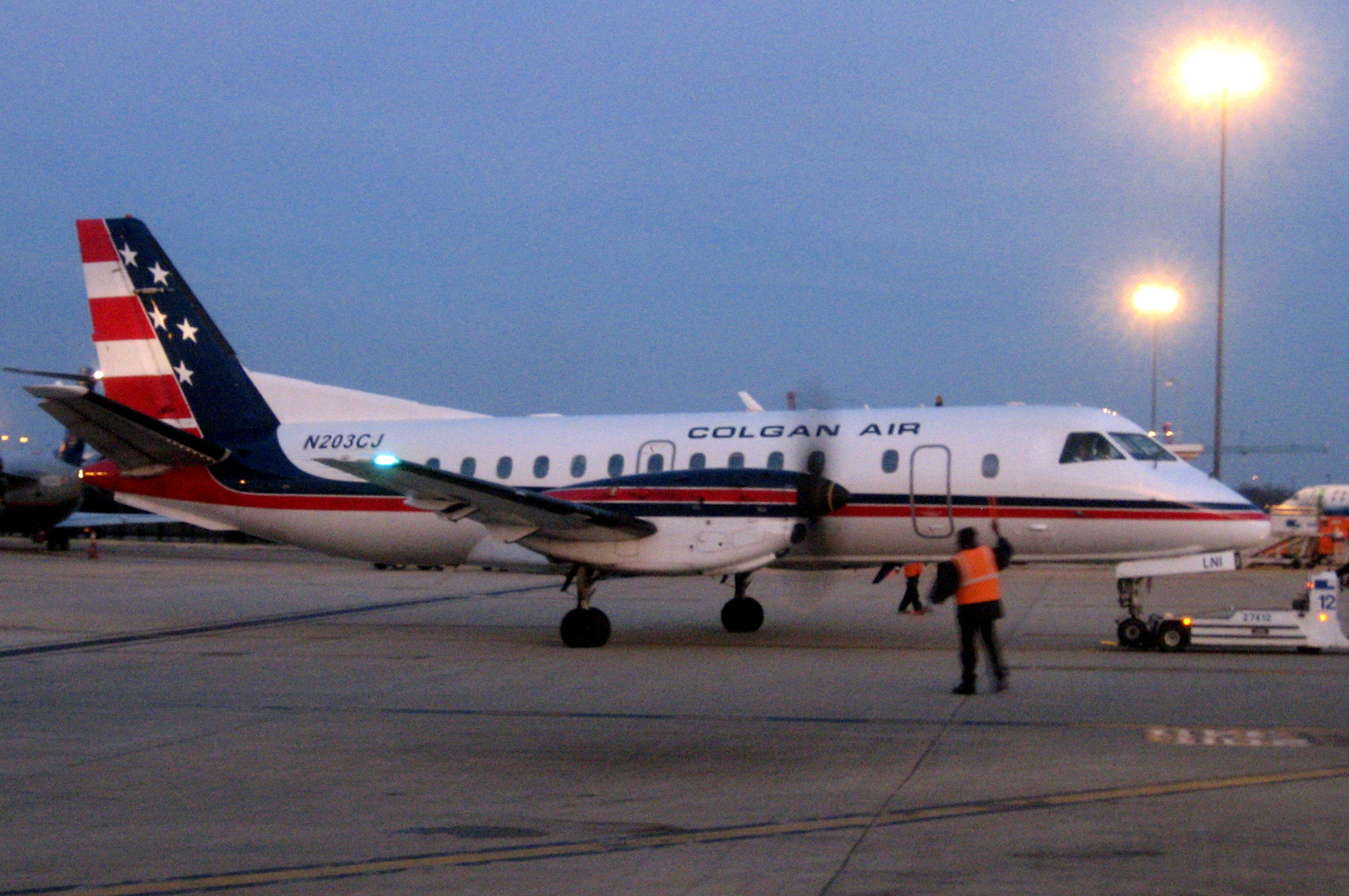
コルガン・エア独自塗装

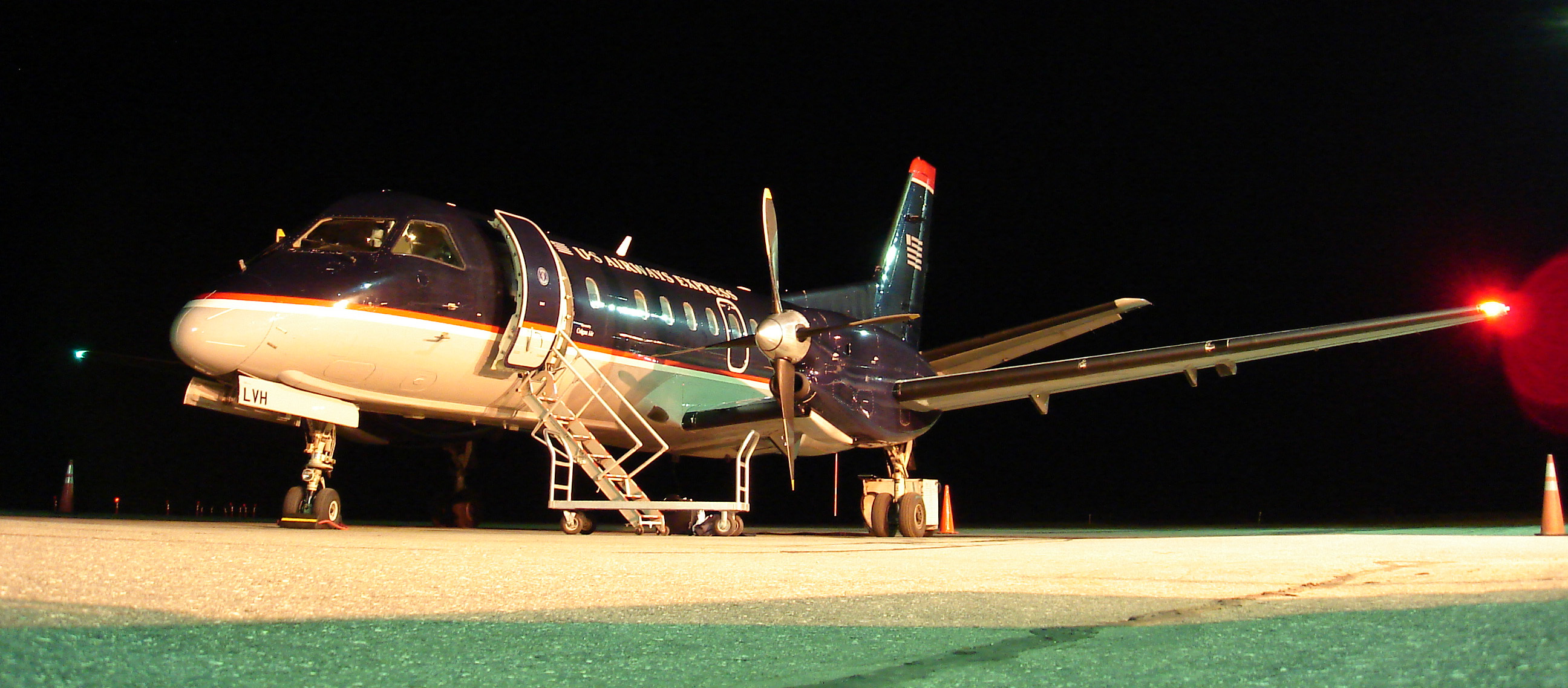
USエアウェイズ・エクスプレス用塗装

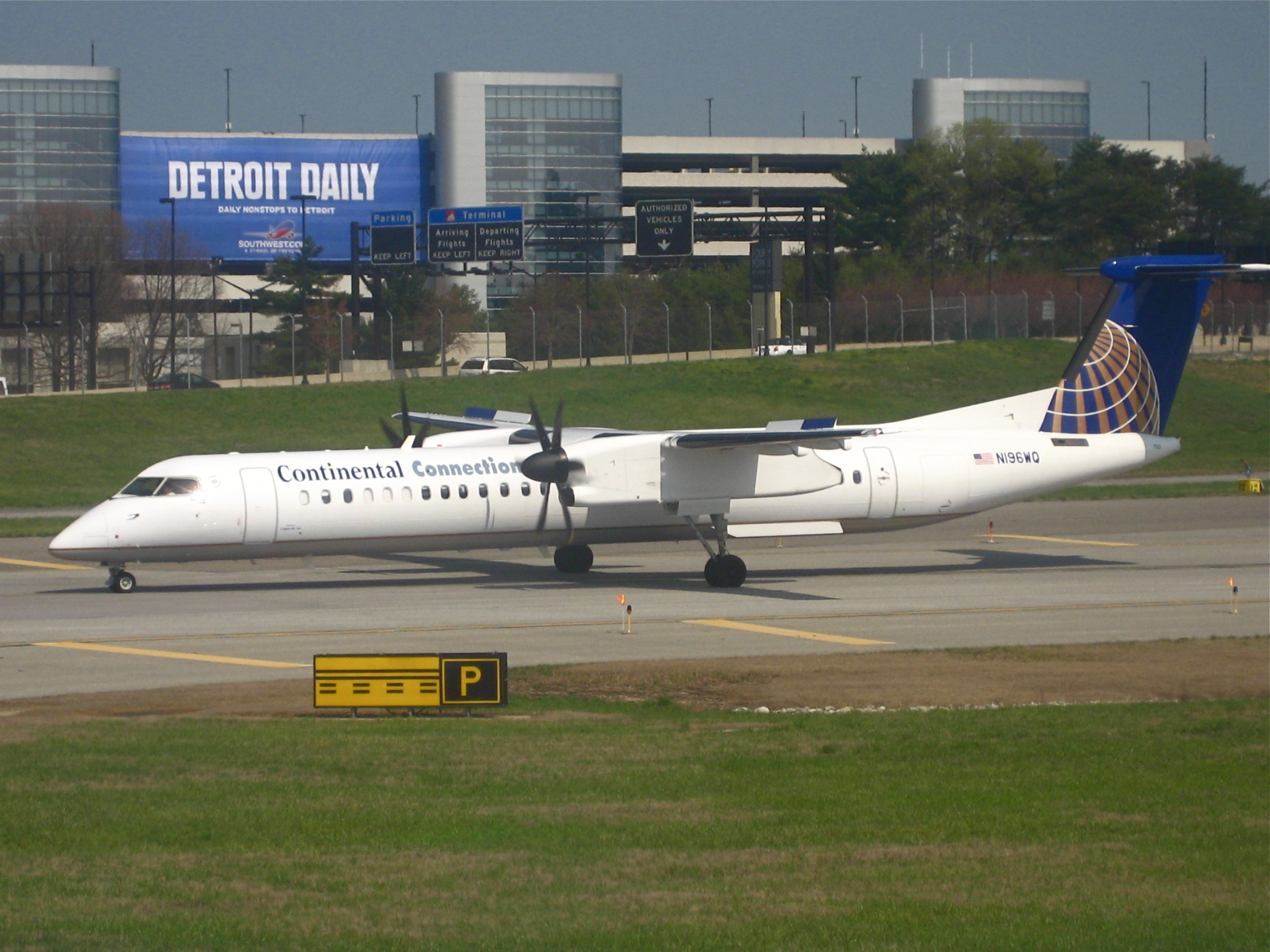
コンチネンタル・コネクション用塗装

コルガン・エア（Colgan Air）はかつてアメリカ合衆国のテネシー州メンフィスに本拠地を置いていた地域路線航空会社である。コンチネンタル・コネクション、ユナイテッド・エクスプレス、USエアウェイズ・エクスプレスなどの大手航空会社と契約して運行を請け負っていた。

## 来歴
以前から航空ビジネスをしていたチャールズ・J・コルガン（Charles J. Colgan）が息子と新たに1991年に立ち上げたのが現在のコルガン・エアである。なお社名は創業者コルガンに由来する。その後業務を拡大している。
2009年12月、本拠地をバージニア州マナサスからテネシー州メンフィスにあるピナクル航空本社に移転した。
2012年9月5日、ユナイテッド・エクスプレス3923便としてのワシントン・ダレス国際空港からオールバニ空港へのフライトが最後の商用運行となった。

## 運航機材
| 機種                | 機体数 | 座席数 | 座席数  | 座席数 | 備考                                                                                        |
| 機種                | 機体数 | First  | Economy | 合計   | 備考                                                                                        |
| ------------------- | ------ | ------ | ------- | ------ | ------------------------------------------------------------------------------------------- |
| ボンバルディア Q400 | 14     | 0      | 74      | 74     | 全てユナイテッド・エクスプレス用(2008年～2012年は コンチネンタル・コネクション用)として運航 |
| サーブ 340B         | 5      | 0      | 35      | 35     |                                                                                             |

- Q400はファーストクラス設置のための改装が予定されていた。

## 航空事故
- コルガン・エア9446便墜落事故
- コルガン・エア3407便墜落事故